# David Giffin
Pas d'image ? Cliquez ici

a Compétitions nationales et continentales officielles uniquement.

b Matchs officiels uniquement.
David Giffin, né le 6 novembre 1973 à Brisbane, est un joueur de rugby à XV australien qui joue deuxième ligne avec la sélection australienne de 1996 à 2003, obtenant 50 sélections. Avec les Wallabies, il remporte la coupe du monde 1999 et dispute la finale de l'édition suivante en 2003.

## Biographie
David Giffin joue son premier test match avec l'équipe d'Australie  en décembre 1996 contre l'équipe du pays de Galles, et son dernier test match en novembre 2003 contre la Nouvelle-Zélande.
Il remporte la Coupe du monde 1999 et participe à la Coupe du monde 2003 (défaite en finale).

## Palmarès

### En club
- Vainqueur du Super 12 en 2001 et 2004 avec les Brumbies.
- 71 matchs de Super 12 avec les Brumbies

### En équipe nationale
- Vainqueur de la Coupe du monde 1999
- Deuxième de la Coupe du monde 2003
- Nombre de matchs avec l'Australie : 50
- Sélections par années : 1 en 1996, 2 en 1997, 13 en 1999, 10 en 2000, 8 en 2001, 4 en 2002 et 12 en 2003